# Lonchaea germanica
Lonchaea germanica är en tvåvingeart som beskrevs av Macgowan 2004. Lonchaea germanica ingår i släktet Lonchaea och familjen stjärtflugor.
Artens utbredningsområde är Tyskland. Inga underarter finns listade i Catalogue of Life.